# منتخب أوكرانيا لكرة الماء
منتخب أوكرانيا الوطني لكرة الماء هو المنتخب الذي يمثل أوكرانيا في منافسات كرة الماء للرجال، ويقوم إتحاد أوكرانيا للسباحة بإدارة شؤونه.